# Álvaro Alberto (SN-10)
Pour les autres navires du même nom, voir Álvaro Alberto.
Le Álvaro Alberto (pennant number : SN-10) est un sous-marin nucléaire en cours de développement par la marine brésilienne, dans le cadre du programme PROSUB (Submarine Development Program), qui a bénéficié d’un transfert de technologie de la France pour la construction de la coque, avec le système de propulsion réalisé par la marine brésilienne.
Le nom du navire honore le vice-amiral et scientifique brésilien Álvaro Alberto da Mota e Silva. Le Brésil est le sixième pays au monde à avoir la capacité de construire un sous-marin nucléaire. L'Álvaro Alberto est conçu pour la chasse aux autres sous-marins et ne transportera pas de missiles balistiques.

## Historique
Le désir de construire un sous-marin nucléaire brésilien remonte aux années 1970. En environ 20 ans, la marine brésilienne a maîtrisé le cycle du combustible nucléaire et a commencé la construction du réacteur nucléaire, actuellement en cours de développement au centre expérimental Aramar à Iperó, qui équipera le navire.
Les travaux ont commencé le 6 juillet 2012, avec la base navale d’Itaguaí à Rio de Janeiro comme site de développement et de fabrication des navires.
L’une des phases du projet a été la maîtrise de la construction de la coque. Celle-ci a été obtenue par la réalisation de la classe Riachuelo, composée de quatre navires à propulsion classique diesel-électrique, dérivés de la classe Scorpène, dont la technologie a été transférée par la France. Le premier sous-marin de la classe, le Riachuelo (S-40), a été lancé en 2019.

## Conception
Le Álvaro Alberto aura un diamètre de 9,8 mètres, 3,6 mètres de plus que les S-BR, afin d’accueillir le réacteur nucléaire et un réacteur à eau pressurisée, également désigné par l’acronyme PWR (en anglais : pressurized water reactor).
Sa longueur sera de 100 mètres, son déplacement d’environ 6 000 tonnes et sa propulsion turbo-électrique de 48 mégawatts de puissance.